# George Elphinstone
George Keith Elphinstone, 1.º Vizconde de Keith, GCB (7 de enero de 1746 - 10 de marzo de 1823), fue un almirante británico durante las Guerras Napoleónicas.

## Trayectoria
Elphinstone nació en Elphinstone Tower, cerca de Stirling, Escocia, hijo del 10.º Lor Elphinstone. Dos de sus hermanos fueron al mar, y él siguió su ejemplo entrando a la Royal Navy en 1761, comenzando en el  HMS Royal Sovereign pero luego siendo transferido al HMS Gosport, en ese entonces bajo el mando de John Jervis, posteriormente Earl Saint Vincent. En 1767, hizo un viaje a las Indias Orientales a servicio de la Compañía las Indias Orientales Británicas, y utilizó £2000 que un tío le había prestado en un negocio de comercio privado tan exitoso que estableció las bases de una considerable fortuna. Se convirtió en  Teniente en 1770, comandante en 1772, y capitán de puesto en 1775.

### Después de su capitanazgo
Durante la guerra en Norteamérica fue utilizado en contra de corsarios, y con una brigada naval en la ocupación de Charleston, Carolina del Sur. En enero de 1781, cuando estaba al mando del HMS Warwick de 50 cañones, capturó un buque neerlandés de 50 cañones que había sido repelido por un buque británico de igual poderío hacía unos días atrás. El 15 de septiembre de 1782, en la bahía de Delaware, lideró al escuadrón que capturó la frigata francesa de 38 cañones Aigle y capturó a su capitán, Latouche Tréville. Luego de que la paz fuera firmada se mantuvo en tierra por diez años, formando parte del Parlamento del Reino Unido, primero como representante de Dunbartonshire, y luego de Stirlingshire. Fue nombrado fellow of the Royal Society en 1790.

### Almirantazgo
Cuando la guerra volvió a estallar, fue asignado al HMS Robust de 74 cañones, en el cual participó de la ocupación de Toulon por parte de Samuel Hood. Se destacó especialmente al vencer a un grupo de franceses en la costa a la cabeza de una brigada naval de británicos y españoles. Se le encomendó embarcar a los fugitivos después de evacuar al pueblo. En 1794 fue ascendido a contralmirante, y en 1795 fue enviado a ocupar las colonias neerlandesas del Cabo de Buena Esperanza y en la India. Su aporte en la captura del Cabo fue sustancial en 1795, y en agosto de 1796 capturó a todo un escuadrón neerlandés en la Bahía de Saldanha. En el intervalo en que viajó a la India, su salud se deterioró, y la captura en Saldanha se concretó cuando estaba camino a casa. Cuando el Motín de Nore tuvo lugar en 1797 fue asignado al mando, y poco después logró restablecer el orden. Tuvo igual éxito en Plymouth, en donde el escuadrón también se encontraba en un estado de efervescencia.
A finales de 1798, fue enviado como segundo al mando a San Vicente. Por mucho tiempo fue una asignación ingrata, ya que San Vicente estuvo en un momento funcionando a medias debido a malas condiciones de salud y era muy arbitrario, mientras que Horatio Nelson, quien consideraba la asignación de Keith como un ataque personal contra él, se mostraba insubordinado y molesto. En mayo de 1799, no pudo lograr repeler la Expedición de Bruix, principalmente debido a disputas entre los comandantes navales británicos. Keith siguió al enemigo hasta Brest en su retirada, pero no lo logró entrar en contacto con él.
Regresó al Mediterráneo en noviembre como comandante en jefe. Cooperó con los austríacos en el asedio de Génova, la cual se rindió el 4 de junio de 1800. No obstante, la ciudad fue perdida casi de inmediato como consecuencia de la Batalla de Marengo, y los franceses volvieron a entrar tan rápidamente que el almirante tuvo serios problemas para retirar a sus buques del puerto. A finales de 1801 y principios del año siguiente pasó transportando al ejército que había sido enviado para retomar Egipto de manos francesas. Debido a que la flota enemiga fue obligada a mantenerse en puerto por completo, el almirante británico no vio combate en el mar, pero su manejo del convoy que transportaba las tropas, y de su desembarco en Aboukir, fueron muy admirados.

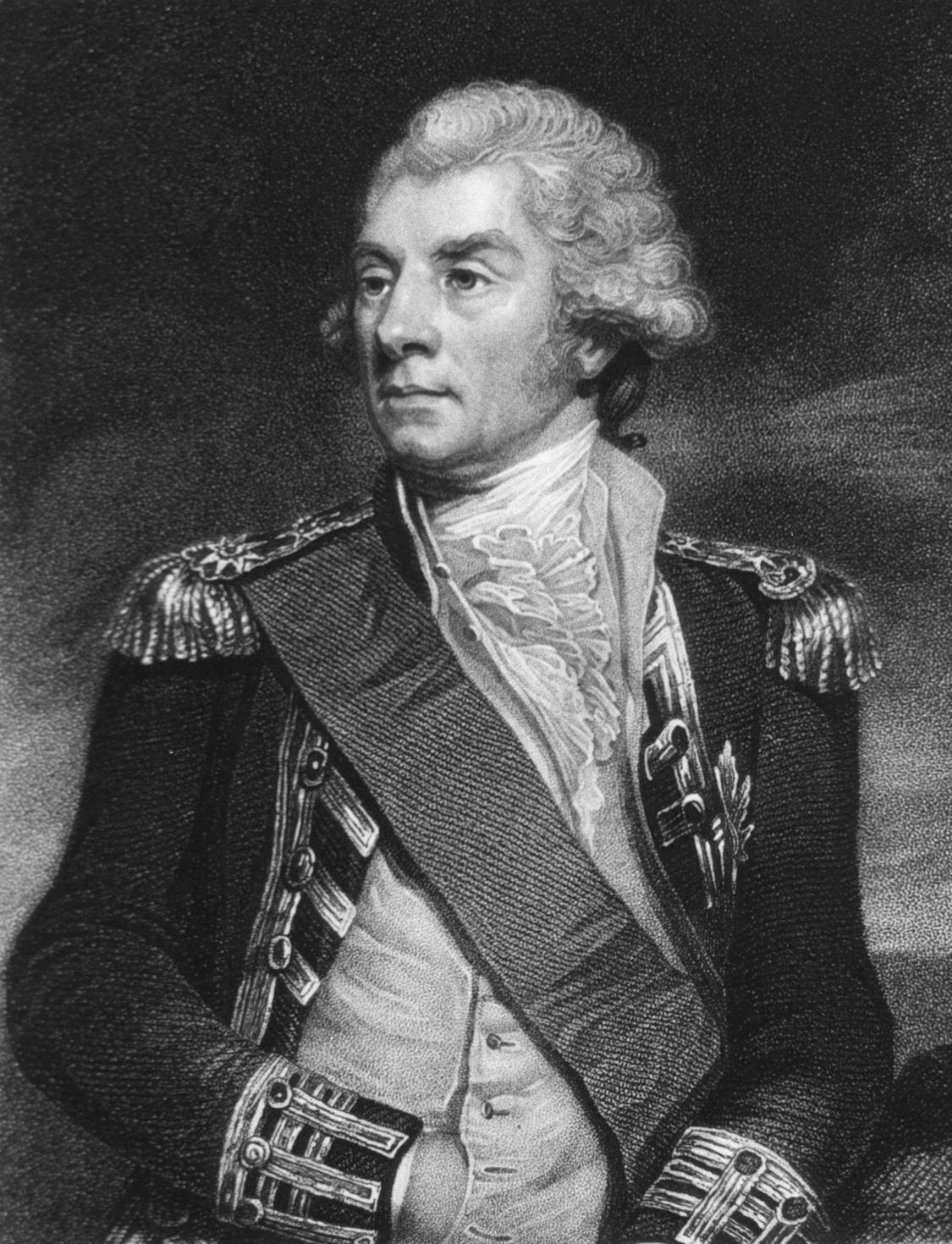
George Keith Elphinstone, 1.º Vizconde Keith

Fue nombrado Barón de Keith del Reino Unido, un baronazgo irlandés que se entregó en 1797. Al reanudarse la guerra en 1803 fue nombrado comandante en jefe en el Mar del Norte, cargo que ocupó hasta 1807. En febrero de 1812 fue nombrado comandante en jefe de la flota del Canal y en 1814 fue elevado a vizconte. Durante sus últimos dos mandos fue asignado a supervisar las medidas tomadas para lidiar con la amenaza de una invasión, y luego a dirigir los movimientos de los numerosos escuadrones pequeños y barcos privados empleados en las costas de España y Portugal, y a la protección del comercio.
Estuvo en Plymouth cuando Napoleón se rindió y fue llevado a Inglaterra en el HMS Bellerophon por el Capitán Maitland (1777-1839). Las decisiones del gobierno británico fueron expresadas a través de él al derrocado emperador. Lord Keith se rehusó a ser arrastrado a disputas, y se limitó a declarar claramente de que tenía órdenes que obedecer. No estaba muy impresionado con la apariencia de su ilustre carga y pensaba que los aires y la suite de Napoleón eran ridículos. Lord Keith murió en el Castillo Tulliallan, cerca de Kincardine-on-Forth, Fife, su propiedad en Escocia, y fue enterrado en la iglesia de la parroquia.

## Familia
Estuvo casado en dos ocasiones: en 1787 con Jane Mercer, la hija del Coronel William Mercer de Aldie; y en 1808 con Hester Thrale, la hija de Henry Thrale y Hester Thrale, quien es referido como 'Queeney' en Vida de Johnson y el Diario de Mme d'Arblay de James Boswell. Tuvouna hija en cada uno de sus matrimonios, la segunda llamada Georgina Augusta Henrietta Keith, pero ningún hijo. Fue por eso que el vizcondado se extinguió en su muerte, pero barones británicos e irlandeses descendieron a su hija mayor Margaret (1788-1867), quien se casó Comte de Flahault de la Billarderie, solo para exintinguirse a su muerte.
Un retrato de él pintado por Owen está en el Painted Hall en Greenwich y otro de George Sanders en el National Maritime Museum, Greenwich.

## En la ficción
En la serie Aubrey-Maturin de Patrick O'Brian, Lord Keith y su esposa 'Queeney' aparecen en varias de las novelas mejores vendidas. También es mencionado brevemente en Flashman and the Seawolf de Robert Brightwell, novela que está basada vagamente en las aventuras de Thomas, Lord Cochrane (ya que es, en parte, el personaje de Jack Aubrey).